# Ћепинг
Ћепинг (швед. Köping) је један од великих градова у Шведској, у средишњем делу државе. Град је у оквиру истоименог Вестманландски округа, где је друго насеље по величини и значају. Ћепинг је истовремено и седиште истоимене општине.

## Природни услови
Град Ћепинг се налази у средишњем делу Шведске и Скандинавског полуострва. Од главног града државе, Стокхолма, град је удаљен 150 км западно.
Ћепинг се развио у унутрашњости Скандинавског полуострва, у историјској области Вестманланд. Подручје града је равничарско до бреговито, а надморска висина се креће 10-30 м. Кроз град протиче река Ћепингсон, која се километар јужније улива у језеро Галтен.

## Историја
„Ћепинг“ на шведском језику значи „трговиште“. Оно се на овом месту образовало у 13. веку. У то време ту се гради црква, а постепено се образује и насеље. Оно је добило градска права 1474. године.
У 18. веку у граду је постојао рудник гвоздене руде.
У другој половини 19. века, са доласком индустрије и железнице, Ћепинг доживљава препород. Ово је довело до достизања благостања, које траје и дан-данас.

## Становништво
Ћепинг је данас град средње величине за шведске услове. Град има око 18.000 становника (податак из 2010. г.), а градско подручје, тј. истоимена општина има око 25.000 становника (податак из 2012. г.). Последњих деценија број становника у граду стагнира.
До средине 20. века Ћепинг су насељавали искључиво етнички Швеђани. Међутим, са јачањем усељавања у Шведску, становништво града је постало шароликије, али мање него у случају већих градова у држави.

## Привреда
Данас је Ћепинг савремени град са посебно развијеном индустријом (велики погони „Волвоа“). Последње две деценије посебно се развијају трговина, услуге и туризам.

## Збирка слика
- Музеј возила у Ћепингу
- Главна градска црква
- Градска кућа Ћепинга
- Железничка станица у Ћепингу